# Mathilde van Gulik
Mathilde van Gulik (circa 1235-circa 1266), ook Mechtildis van Gulik genoemd, was een dochter van graaf Willem IV van Gulik. Wie haar moeder was, is voor zo ver bekend, nog steeds onduidelijk. Ze huwde in 1258 met Jan van Loon.

## Kinderen
- Maria van Loon, gehuwd met Gerard van Diest
- Arnold volgde zijn vader op als graaf van Loon
- Lodewijk
- Willem